# Aldbury
Aldbury est une paroisse civile et un village du Hertfordshire, en Angleterre.